# 王景胤
王景胤（?—?），唐朝官员，出身回纥阿布思族，成德節度使王廷湊曾孙，王元逵之孙，王紹鼎之子。
王景胤初为成德军中军兵马使、银青光禄大夫、检校太子宾客、兼监察御史、上柱国。大中十一年（857年）三月，唐宣宗以王景胤本官出出任深州刺史、兼殿中侍御史，充本州团练守捉使。其父王绍鼎去世后，王绍鼎的弟弟王绍懿继任成德節度使。王绍懿死后，王景胤的弟弟王景崇继任成德節度使。《旧唐书》本传王景胤出任深州刺史是在王绍鼎死后，《旧唐书·宣宗纪》，王景胤在王绍鼎去世前的三月。